# Nijenka, Novomîkolaiivka
Nijenka (în ucraineană Ніженка) este un sat în comuna Terseanka din raionul Novomîkolaiivka, regiunea Zaporijjea, Ucraina.

## Demografie
Componența lingvistică a localității Nijenka
     Ucraineană (100%)
Conform recensământului din 2001, toată populația localității Nijenka era vorbitoare de ucraineană (100%).